# حزمة تطبيق أندرويد
إيه بي كيه (بالإنجليزية: apk)‏ أو (حزمة تطبيق أندرويد) (بالإنجليزية: Android application package)‏ هي صيغة الملف التي تستعمل في تثبيت برامج وتطبيقات نظام الأندرويد.

## محتويات الحزمة
يعتبر ملف الـ apk أرشيفًا يحتوي على الملفات والأدلة الآتية:
- دليل META-INF:
  - MANIFEST.MF: ملف البيان
  - شهادة التطبيق.
  - CERT.SF: قائمة المصادر وملخص خوارزمية التلبيد الآمنة 1  [لغات أخرى]‏ للخطوط المقابلة في ملف MANIFEST.MF، مثلاً:Signature-Version: 1.0
Created-By: 1.0 (Android)
SHA1-Digest-Manifest: wxqnEAI0UA5nO5QJ8CGMwjkGGWE=
...
Name: res/layout/exchange_component_back_bottom.xml
SHA1-Digest: eACjMjESj7Zkf0cBFTZ0nqWrt7w=
Name: res/drawable-hdpi/icon.png
SHA1-Digest: DGEqylP8W0n0iV/ZzBx3MW0WGCA=
- lib: الدليل الذي يحتوي على التعليمات البرمجية المترجمة التي تعتمد على النظام الأساسي؛ والذي بدوره ينقسم إلى المزيد من الأدلة داخله:
  - armeabi: كود مترجم لجميع المعالجات المبنية على ARM فقط
  - armeabi-v7a: كود مترجم لجميع المعالجات المبنية على ARMv7 وما فوق فقط
  - arm64-v8a: كود مترجم لجميع المعالجات المبنية على ARMv8 arm64 وما فوق فقط[6]
  - x86: كود مترجم لمعالجات إكس 86 فقط
  - x86_64: كود مترجم لمعالجات x86 64 فقط
  - mips: كود مترجم لمعالجات MIPS فقط
- res: الدليل الذي يحتوي على مصادر لم يتم تجميعها في resources.arsc (انظر أدناه).
- assets: a دليل يحتوي على أصول التطبيقات، والتي يمكن استردادها بواسطة AssetManager.
- AndroidManifest.xml: ملف بيان أندرويد إضافي يصف الاسم والإصدار وحقوق الوصول وملفات المكتبة المرجعية للتطبيق. قد يكون هذا الملف بصيغة XML ثنائية والذي يمكن تحويلها إلى نص عادي يمكن للمستخدم قراءته باستخدام أدوات مثل AXMLPrinter2، apktool، أو Androguard.
- classes.dex: الطبقات التي تم تجميعها بتنسيق ملف dex مفهومة بواسطة آلة دالفيك الافتراضية وأندرويد رن تايم.
- resources.arsc: ملف يحتوي على موارد مترجمة مسبقًا، مثل XML الثنائي.